# Tapetkomplottet
Tapetkomplottet er det spøgefulde navn på folkene bag gobelin-ideen. Januar 1988 ved et privat middagsselskab faldt snakken på de falmede gobeliner i Riddersalen på Christiansborg, der trængte til at blive skiftet ud og egentlig hørte hjemme på Rosenborg Slot. Gobelinerne var blevet nedtaget i 1917 og udlånt til Christiansborg.
Alle medlemmerne modtog Tapetkomplotmedaljen af Hendes Majestæt Dronningen.
Medlemmer af Tapetkomplottet
- H.M. Dronning Margrethe II
- H.K.H. Prins Henrik
- Bjørn Nørgaard
- Olaf Olsen[5]
- Rikke Agnete Olsen[6]
- Mogens Bencard
- Erik Fischer